# Zwcad
Zwcad ist ein CAD-Programm, das von der Firma ZWSOFT, mit vollem Namen Zwcad Software Co., Ltd. in Guangzhou, China entwickelt wird. Die Firma wurde 1998 gegründet, das Programm Zwcad ist seit 2002 in China auf dem Markt und wird seit 2004 international vertrieben.
Seit 2009 ist Zwcad auch in deutscher Sprache erhältlich; inzwischen gibt es Zwcad in 15 Sprachen.
Die Benutzeroberfläche und die Bedienung von Zwcad sind weitestgehend identisch zu bekannten Programmen wie beispielsweise AutoCAD. Zwcad ist DWG-kompatibel, es können 2D-Zeichnungen und 3D-Zeichnungen (Flächen- und Volumenmodellierung) erstellt werden. Dateiformate sind: DWG/DXF (R14-2013), DWT, SAT, BMP, WMF, PDF. Das Programm Zwcad bietet unter anderem Funktionalitäten wie dynamische Blöcke, Werkzeugpaletten (Bibliotheken), DesignCenter, Eigenschaftenpalette, Smart Voice, Smart Mouse, Synchronisation mit Smartphones und Tablets über Cloudspeicher, CUI, API´s (LISP, VBA, ZRX, .NET).
Zwcad wird auch als Zwcad Mechanical und Zwcad Architecture für branchenspezifische Lösungen angeboten.